# 蟾毒灵
蟾毒灵（英語：bufalin）又称蟾蜍灵，是一种具有强心作用的甾体蟾蜍毒素，是中药蟾酥中的有效成分之一。

## 应用
蟾毒灵在体外具有抗肿瘤的功效，如肝癌和肺癌。
但由于其所具有的心脏毒性，实际使用起来不如其他的蟾二烯羟酸内酯。